# Anne-Marie Meldgaard
Anne-Marie Meldgaard, told- og skattefoged.
Socialdemokratiet – Folketingsmedlem valgt i Århus Amtskreds fra 12. december 1990 til 13. november 2007 og i Østjyllands Storkreds fra 13. november 2007 til 15. september 2011.
Født den 28. juni 1948 i Christianshede, datter af automobilforhandler Otto Villadsen og Inga Villadsen.
Sct. Jakobi Skole, Varde, 1955-65. Elev i toldvæsenet i 1966. Merkonom i personaleadministration 1981.
Orlov fra toldvæsenet i 1980 og ansat ved HK-Esbjerg som faglig medarbejder og underviser. Underviser ved Told- og Skatteskolen og ved Centralrådet fra 1987. Fra 1988 told- og skattefoged.
Tillidsrepræsentant i Told- og Skatteregion Århus 1985-90, næstformand i HK-Statssektoren Århus fra 1987, bestyrelsesmedlem i HK-Landsklubben i toldvæsenet fra 1989.
Formand for Socialdemokratiets partiforening i Solbjerg 1983-88, næstformand i Socialdemokratiets Århus Sydkreds siden 1985. Socialdemokratiets skatteordfører fra 1993. Medlem af Ligningsrådet fra 1993. Uddannelsesordfører fra 1994. Medlem af Arbejdsmarkedsudvalget, Uddannelsesudvalget og Socialudvalget
Partiets kandidat i Århus 3. kreds Syd fra 1990.